# Wolfgang Lutz (Sozialwissenschaftler)

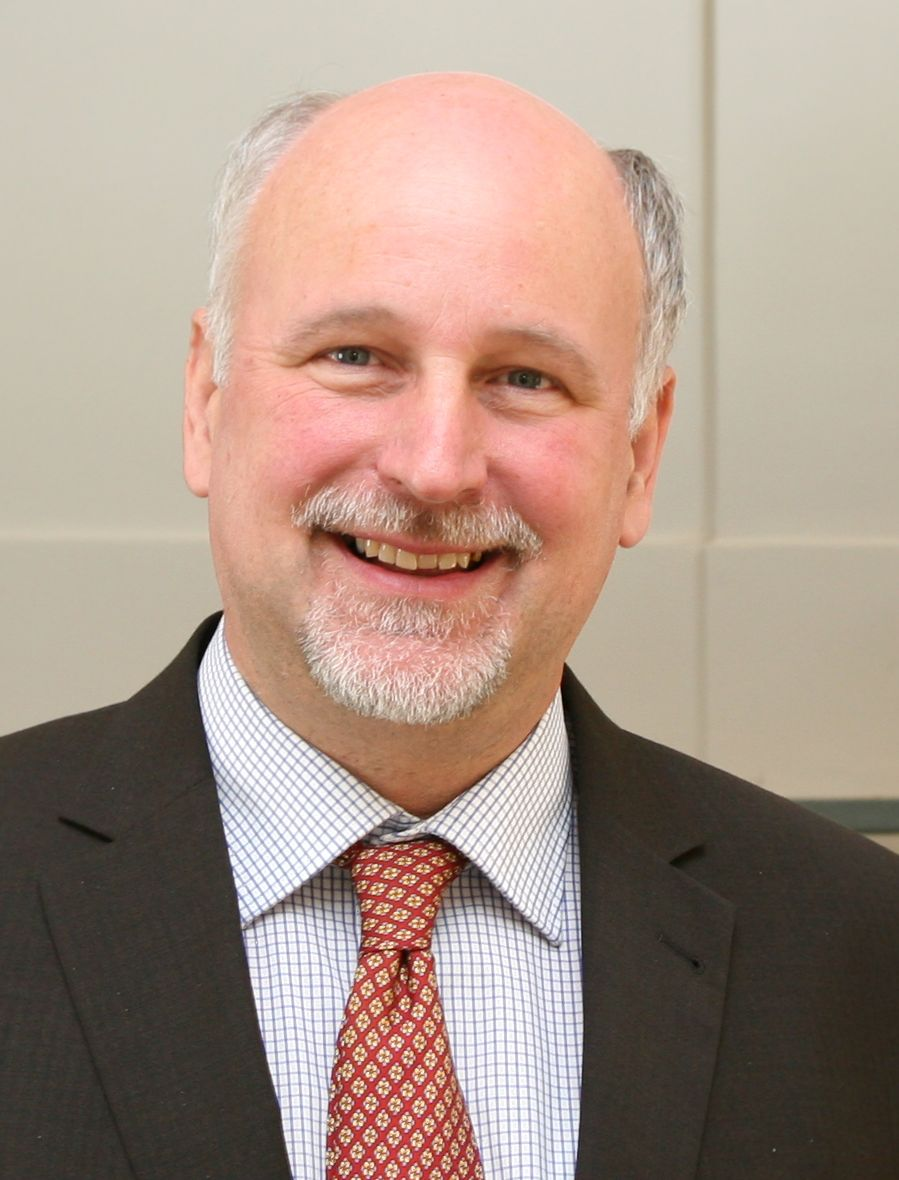
Wolfgang Lutz (2014)

Wolfgang Lutz (* 10. Dezember 1956 in Rom) ist ein österreichischer Demograf mit dem Forschungsschwerpunkt internationale Bevölkerungsentwicklung und Bildung. Zu diesem Zweck gründete er 2010 das Wittgenstein Centre for Demography and Global Human Capital.

## Leben
Lutz ist Sohn des bayerischen Historikers Heinrich Lutz und mittlerweile österreichischer Staatsbürger. Er studierte Philosophie, Mathematik und Theologie in München und später Sozialwissenschaft (Sozial- und Wirtschaftsstatistik) in Wien. 1983 promovierte er im Fach Demografie an der University of Pennsylvania ab, 1988 habilitierte er sich an der Universität Wien in Demografie und Sozialstatistik.
Seit 1994 leitet Lutz das World Population Program der International Institute for Applied Systems Analysis (IIASA), 1995–1998 war er Forschungsdirektor des Österreichischen Instituts für Familienforschung und 1998–2001 Generalsekretär der International Union for the Scientific Study of Population (IUSSP). Von 2002 bis 2022 war er Direktor des Vienna Institute of Demography der Österreichischen Akademie der Wissenschaften und von 2008 bis 2019 Professor für Sozialstatistik an der Wirtschaftsuniversität Wien. Seit Oktober 2019 ist Wolfgang Lutz Professor an der Universität Wien. Nach der Verleihung des Wittgenstein-Preises gründete er 2010 das Wittgenstein Centre for Demography and Global Human Capital, eine Forschungskooperation zwischen den drei genannten Institutionen.

## Mitgliedschaften
- Österreichische Akademie der Wissenschaften, wirkliches Mitglied der philosophisch-historischen Klasse (seit 2012, vorher seit 2008 korrespondierendes Mitglied)
- Oxford Martin School, Professorial Research Fellow
- Deutsche Akademie der Naturforscher Leopoldina, gewähltes Mitglied (2012)[4]
- The World Academy of Sciences for the Advancement of Science in Developing Countries (TWAS), gewähltes Mitglied
- Finnische Wissenschaftliche Gesellschaft (Suomen Tiedeseura), gewähltes Mitglied
- US National Academy of Sciences, Committee on Population
- Intergovernmental Panel on Climate Change (IPCC), Lead Author Working Group III
- Asian MetaCentre for Population and Sustainable Development der National University of Singapore
- Berlin-Institut für Bevölkerung und Entwicklung, Mitglied des Stiftungsrats
- Bundesinstitut für Bevölkerungsforschung (BiB), Mitglied des Kuratoriums
- Asian Demographic Research Institute der Shanghai University, Vorsitzender des International Scientific Advisory Board
- National Academy of Sciences (USA), Auswärtiges Mitglied (2016)
- Academia Europaea, gewähltes Mitglied (2019)

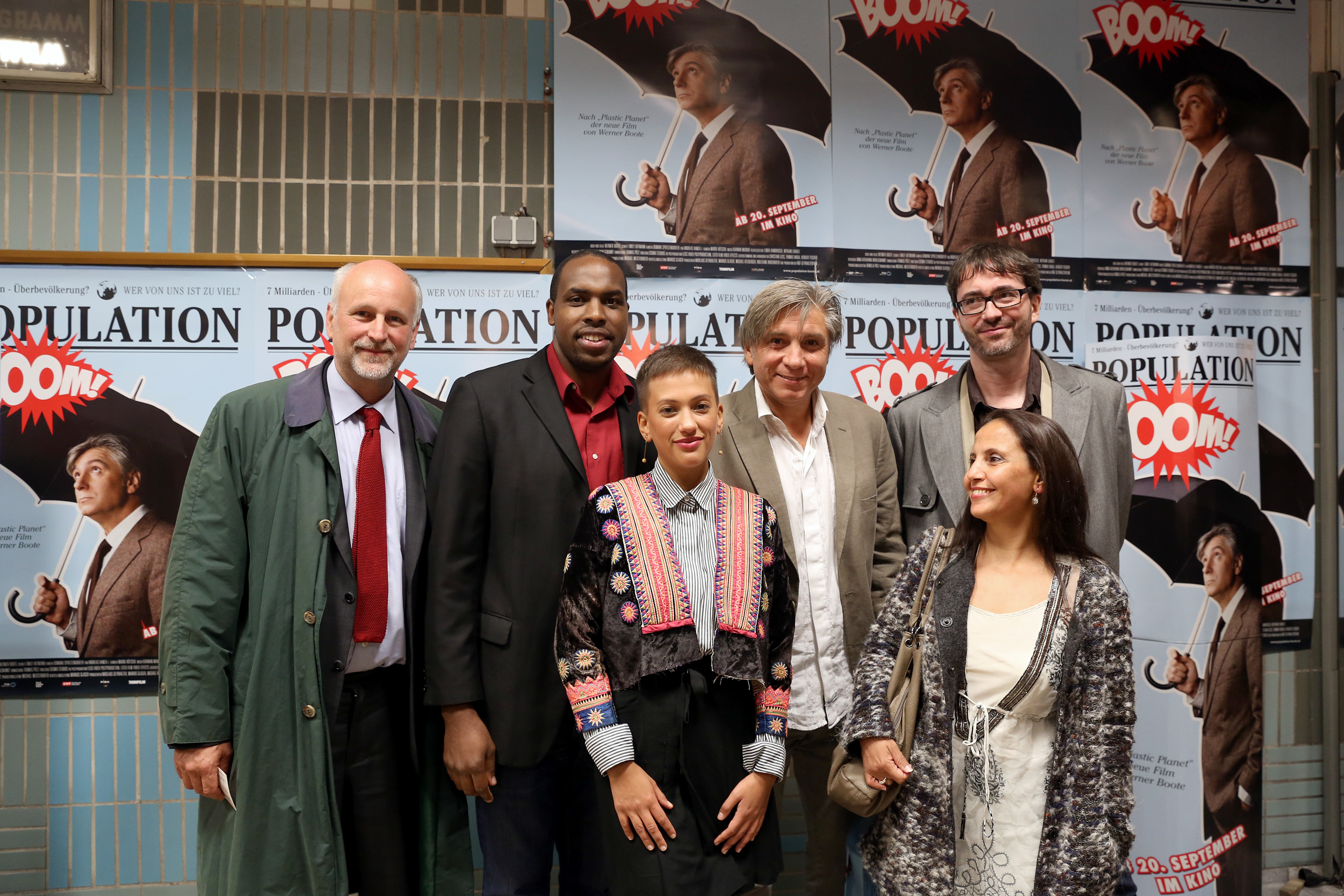
Wolfgang Lutz (l.) bei der Wien-Premiere von Werner Bootes Dokumentarfilm Population Boom (2013)

## Auszeichnungen
- 2008 ERC Advanced Grant des Europäischen Forschungsrats[5]
- 2009 Mattei Dogan Award der International Union for the Scientific Study of Population (IUSSP)[6]
- 2010 Wittgenstein-Preis des Wissenschaftsfonds FWF[7]
- 2012 Proof-of-concept grant des Europäischen Forschungsrats[8]
- 2016 Preis der Stadt Wien für Geisteswissenschaften
- 2023 Wissenschaftspreis der Österreichischen Forschungsgemeinschaft[9]
- 2024 Yidan-Preis[10]

## Publikationen
- Lutz, W. (Hrsg.): Population-Development-Environment. Understanding Their Interactions in Mauritius. Springer Press, Heidelberg 1994.
- Lutz, W. (Hrsg.): The Future Population of the World. What Can We Assume Today? Earthscan, London 1996.
- Lutz, W., S. Sanderson, S. Scherbov: Doubling of world population unlikely. In: Nature. 387. Jahrgang, Nr. 6635, 1997, S. 803–805, doi:10.1038/42935, PMID 9194559 (nature.com).
- O’Neill, B.J., F.J. MacKellar, W. Lutz: Population and Climate Change. Cambridge University, 2001.
- Lutz, W., S. Sanderson, S. Scherbov: The end of world population growth. In: Nature. 412. Jahrgang, Nr. 6846, 2001, S. 543–545, doi:10.1038/35087589 (nature.com).
- Lutz, W., B. C. O’Neill, S. Scherbov: Europe’s population at a turning point. In: Science. 299. Jahrgang, Nr. 5615, 2003, S. 1991–1992, doi:10.1126/science.1080316 (sciencemag.org).
- Lutz, W., W. Sanderson, S. Scherbov (Hrsg.): The End of World Population Growth in the 21st Century: New Challenges for Human Capital Formation and Sustainable Development. Earthscan, London 2004.
- Lutz, W., S. Kritzinger, V. Skirbekk: The demography of growing European identity. In: Science. 314. Jahrgang, Nr. 5798, 2006, S. 425, doi:10.1126/science.1128313 (sciencemag.org).
- Lutz, W., S. Scherbov: The coming acceleration of global population ageing. In: Nature. 451. Jahrgang, Nr. 7179, 2008, S. 716–719, doi:10.1038/nature06516 (nature.com).
- Lutz, W., C. Cuaresma, W. Sanderson: The demography of educational attainment and economic growth. In: Science. 319. Jahrgang, Nr. 5866, 2008, S. 1047–1048, doi:10.1126/science.1151753 (sciencemag.org).
- Lutz, W.: Sola schola et sanitate: Human capital as the root cause and priority for international development? In: Philosophical Transactions of the Royal Society, B: Biological Sciences. 364. Jahrgang, Nr. 1532, 2009, S. 3031–3047, doi:10.1098/rstb.2009.0156 (royalsocietypublishing.org).
- Lutz, W., S. KC: Dimensions of global population projections: What do we know about future population trends and structures? In: Philosophical Transactions of the Royal Society, B: Biological Sciences. 365. Jahrgang, Nr. 1554, 2010, S. 2779–2791, doi:10.1098/rstb.2010.0133 (royalsocietypublishing.org).
- Lutz, W., C. Cuaresma, M. J. Abbasi-Shavazi: Demography, education, and democracy: Global trends and the case of Iran. In: Population and Development Review. 36. Jahrgang, Nr. 2, 2010, S. 253–281, doi:10.1111/j.1728-4457.2010.00329.x (wiley.com).
- Lutz, W., S. KC: Global human capital: Integration education and population. In: Science. 333. Jahrgang, Nr. 6042, 2011, S. 587–592, doi:10.1126/science.1206964 (sciencemag.org).
- Scherbov, S., W. Lutz, W. C. Sanderson: The uncertain timing of reaching 8 billion, peak world population, and other demographic milestones. In: Population and Development Review. 37. Jahrgang, Nr. 3, 2011, S. 571–578, doi:10.1111/j.1728-4457.2011.00435.x (wiley.com).
- Pamuk, E. R., R. Fuchs, W. Lutz: Comparing relative effects of education and economic resources on infant mortality in developing countries. In: Population and Development Review. 37. Jahrgang, Nr. 4, 2011, S. 637–664, doi:10.1111/j.1728-4457.2011.00451.x (wiley.com).
- Lutz, W., S. Basten, S. Scherbov: Very long range global population scenarios to 2300 and the implications of sustained low fertility. In: Demographic Research. 28. Jahrgang, Nr. 39, 2013, S. 1145–11166, doi:10.4054/DemRes.2013.28.39 (demographic-research.org).
- Lutz, W.: Demographic metabolism: A predictive theory of socioeconomic change. In: Population and Development Review. 38. Jahrgang, 2013, S. 283–301, doi:10.1111/j.1728-4457.2013.00564.x (wiley.com).
- Lutz, W., J. Crespo Cuaresma, W. Sanderson: Is the demographic dividend an education dividend? In: Demography. 51. Jahrgang, Nr. 1, 2014, S. 299–315, doi:10.1007/s13524-013-0245-x.
- Lutz, W., W.P. Butz, S. KC (Hrsg.): World Population and Human Capital in the 21st Century. Oxford University Press, 2014.
- Lutz, W., R. Muttarak, W. Striessnig: Universal education is key to enhanced climate adaptation. In: Science. 346. Jahrgang, Nr. 6213, 2014, S. 1061–1062, doi:10.1126/science.1257975 (sciencemag.org).